# Першість Рівненської області з футболу
Першість Рівненської області з футболу — обласні футбольні змагання в другій лізі серед аматорських команд. Проводяться під егідою Федерації футболу Рівненської області. Переможець та віце-чемпіон отримують право грати наступного сезону в Чемпіонаті Рівненської області з футболу (1 ліга).

## Усі переможці
| Сезон | Переможець               | 2 місце                  | 3 місце                  | Кращі бомбардири                |
| 2004  | Прогрес (Млинів)         | ФК Сатиїв (Сатиїв)       | ЕПМ (Кузнецовськ)        | В Гоменюк (Прогрес) - 24        |
| 2005  | Случ (Березне)           | Енергія (Володимирець)   | Штурм-КОЛІСП (Костопіль) | А. Клімук (Енергія) - 15        |
| 2006  | Славія (Велика Омеляна)  | Штурм-КОЛІСП (Костопіль) | Буран (Синів)            | Ю Гордійчук (Славія) - 21       |
| 2007  | Вельбівно (Вельбівно)    | Полісся (Рокитне)        | Гоща-АМАКО (Гоща)        | О. Буркалець (Гоща-АМАКО) - 28  |
| 2008  | Гоща-АМАКО (Гоща)        | Варіант (Кузнецовськ)    | Енергія (Володимирець)   | В. Брикса (Енергія) - 34        |
| 2009  | Фортуна (Велика Омеляна) | Енергія (Володимирець)   | РОКО-Городок (Городок)   | В. Брикса (Енергія) - 36        |
| 2010  | РОКО-Городок (Городок)   | Сокіл (Садове)           | Водник (Рівне)           | С. Романчук (РОКО-Городок) - 17 |
| 2011  | Волинь (Здолбунів)       | Водник (Рівне)           | Авангард-2010 (Рівне)    | Т. Топоровський (Волинь) - 16   |
| 2012  | Малинськ (Малинськ)      | Случ (Березне)           | Калина (Бугрин)          | Ю. Козлюк (Малинськ) - 21       |
| 2013  | Садове (Садове)          | Вельбівно (Вельбівно)    | Полісся (Рокитне)        | О. Груша (Вельбівно) - 17       |
| 2014  | Вельбівно (Вельбівно)    | Калина (Бугрин)          | Костопіль (Костопіль)    | О. Апанчук (Вельбівно) - 13     |
| 2015  | Колос (Кричильськ)       | Млинів (Млинів)          | Калина (Бугрин)          | М. Цимбалюк (Калина) - 25       |
| 2016  | Колос (Кричильськ)       | ФК Рафалівка (Рафалівка) | Імпульс (Дубно)          | В. Теребійчук (Сокіл) - 15      |
| 2017  | Калина (Бугрин)          | Коливань (Клевань)       | Полісся (Рокитне)        | М. Цимбалюк (Калина) - 45       |
| 2018  | Вельбівне (Вельбівне)    | Колос (Рачин)            | Локомотив (Здолбунів)    | С. Непомнящий (Вельбівно) - 23  |
| 2019  | Случ (Березне)           | Садове-2 (Садове)        | Лісівник (Дубровиця)     | Д. Симончук (Садове-2) - 26     |
| 2020  | Грем’яче                 | Зарічне                  | Енергія (Володимирець)   | С. Непомнящий (Грем'яче) - 10   |
| 2021  | Олімп (Сарни)            | Граніт (Томашгород)      | Моноліт (Вараш)          |                                 |
| 2022  |                          |                          |                          |                                 |
| 2023  |                          |                          |                          |                                 |
| 2024  |                          |                          |                          |                                 |
| 2025  |                          |                          |                          |                                 |